# Cohors IV Thracum Syriaca
Die Cohors IV (oder IIII) Thracum Syriaca (deutsch 4. Kohorte der Thraker Syriaca) war eine römische Auxiliareinheit. Sie ist durch Militärdiplome und Inschriften belegt. In dem Diplom von 88 wird sie als Cohors IIII Syriaca bezeichnet.

## Namensbestandteile
- Cohors: Die Kohorte war eine Infanterieeinheit der Auxiliartruppen in der römischen Armee.

- IV: Die römische Zahl steht für die Ordnungszahl die vierte (lateinisch quarta). Daher wird der Name dieser Militäreinheit als Cohors quarta .. ausgesprochen.

- Thracum: Die Soldaten der Kohorte wurden bei Aufstellung der Einheit aus dem Volk der Thraker auf dem Gebiet der römischen Provinz Thrakien rekrutiert.

- Syriaca: aus der Provinz Syria bzw. die Syrische. Der Zusatz kommt in den Militärdiplomen von 88 bis 93 und zwei Inschriften[1] vor.

Da es keine Hinweise auf die Namenszusätze milliaria (1000 Mann) und equitata (teilberitten) gibt, ist davon auszugehen, dass es sich um eine Cohors quingenaria peditata, eine reine Infanterie-Kohorte, handelt. Die Sollstärke der Einheit lag bei 480 Mann, bestehend aus 6 Centurien mit jeweils 80 Mann.

## Geschichte
Die Kohorte war in der Provinz Syria stationiert. Sie ist auf Militärdiplomen für die Jahre 88 bis 93 n. Chr. aufgeführt.
Der erste Nachweis der Einheit in Syria beruht auf einem Diplom, das auf 88 datiert ist. In dem Diplom wird die Kohorte als Teil der Truppen aufgeführt (siehe Römische Streitkräfte in Syria), die in der Provinz stationiert waren. Weitere Diplome, die auf 91 bis 93 datiert sind, belegen die Einheit in derselben Provinz.
Der letzte Nachweis der Einheit beruht auf einer Inschrift, die in die Regierungszeit Hadrians datiert wird.

## Standorte
Standorte der Kohorte sind nicht bekannt.

## Angehörige der Kohorte
Folgende Angehörige der Kohorte sind bekannt:

### Kommandeure
- Gaius Settidius Firmus, ein Präfekt
- Lucius Valerius Proculus, ein Präfekt